# Victor Hope
Victor Alexander John Hope, 2º Marqués de Linlithgow (24 de septiembre de 1887 - 5 de enero de 1952) fue un político y militar británico, Gobernador General y Virrey de la India entre 1936 y 1943.

## Biografía
Hope nació en Hopetoun House, South Queensferry, Linlithgowshire (West Lothian), el 24 de septiembre de 1887. Fue el hijo mayor de John Adrian Louis Hope, 7.º Conde de Hopetoun, nombrado después 1.er Marqués de Linlithgow, primer Gobernador General de Australia, y Hersey Everleigh-de-Moleyns, hija del 4.º Barón Ventry.
Fue educado en el Eton College y en 1908 sucedió a su padre como segundo marqués de la casa Linlithgow. El 19 de abril de 1911 contrajo matrimonio con Doreen Maud, hija pequeña de Sir Frederick Milner. La pareja tuvo dos hijos y tres hijas, siendo el mayor de los hijos, Charles, quien le sucedería en el marquesado. Su otro hijo, John, fue un político conservador que llegaría ser nombrado 1.er Barón Glendevon.
Linlithgow sirvió como oficial en el frente occidental durante la Primera Guerra Mundial, acabando la guerra con el rango de Coronel. Fue nombrado oficial de la Orden del Imperio Británico.
Tras la guerra, trabajó en puestos inferiores en los gobiernos conservadores durante los años 20 y 30. Entre 1922 y 1924 ejerció el cargo de Lord Civil del Almirantazgo. A mediados de los años 30, declinó el puesto de Gobernador de Madrás poco antes de convertirse en Virrey de la India. Fue nombrado en el cargo el 18 de abril de 1936, sucediendo a Lord Willingdon. Linlithgow implantó los planes de autogobierno incluidos en el Acta de gobierno de 1935, que permitió al Partido del Congreso gobernar en 5 de las 11 provincias.
Con el comienzo de la Segunda Guerra Mundial, la llamada a unidad lanzada por Linlithgow llevó a la renuncia de los ministros del Congreso. Disputas entre la administración británica y el Partido del Congreso llevaron a la desobediencia civil masiva en 1942, disturbios que Linlithgow atajó arrestando a los líderes del Partido.
Linligthgow se convirtió, a su retirada en 1943, en el gobernador que más tiempo estuvo en el puesto en la historia del Raj.
El Marqués de Linligthgow falleció en 1952 en South Queensferry.
- Datos: Q2914941
- Multimedia: Victor Hope, 2nd Marquess of Linlithgow / Q2914941